# 56
56 је била преступна година.

## Догађаји
- Рат између Рима и Партије избија због инвазије на Јерменију од стране краља Вологаса, који је заменио владара који је подржавао Рим, са својим братом Тиридатом од Јерменије.
- Публије Клодије Трасеја Пает постаје конзул у Риму.
- Јианву ера династије Хан мења се у Јианвузхонгиуан еру.
- Апостол Павле пише своју Другу посланицу Коринћанима, вероватно у грау Филипи.
- Апостол Павле пише своју Посланицу Римљанима, у Коринту.